# Derkylidas
Derkylidas (unrichtige Schreibung Derkyllidas, auch Derkellidas) war ein Feldherr der Spartaner im 5./4. Jahrhundert v. Chr.
Nachdem Derkylidas 411 v. Chr. die Städte Abydos und Lampsakos für Sparta erobert hatte, wurde er eine Zeit lang Harmost (Kommandant der Truppen) in Abydos. In der Anfangsphase des Spartanisch-persischen Kriegs nutzte er 399 v. Chr. den Streit zwischen den persischen Satrapen (Statthaltern) Pharnabazos und Tissaphernes und fiel in Aiolis ein, wobei er in wenigen Tagen eine Reihe von Städten einnahm. Nachdem er darauf einen Waffenstillstand mit Pharnabazos geschlossen hatte, marschierte er im Frühling 398 in die Halbinsel Chersones (heute Gallipoli) ein, deren Bewohner Sparta um Schutz gegen die räuberischen Einfälle der Thraker gebeten hatten, und ließ quer über den Isthmus eine Schutzmauer bauen. Nach der darauffolgenden Einnahme von Atarneus, Lesbos gegenüber, bekam er den Befehl, in Karien einzurücken und dort die Güter des Tissaphernes zu bedrohen.
Als König Agesilaos II. 396 den Krieg intensivierte und selbst mit einem neuen Heer nach Asien kam, blieb Derkylidas noch einige Zeit bei ihm. 394 vernichtete jedoch eine persische Flotte, geführt vom Athener Konon, die spartanische Flotte bei Knidos und mit ihr die Grundlage der überseeischen Macht Spartas. Derkylidas konnte durch seine Standhaftigkeit und Umsicht Abydos und Sestos am Hellespont noch für Sparta bewahren. Dennoch musste er 390 die Stelle eines Harmosten in Abydos an Anaxibios abtreten, der sich die Gunst der Ephoren zu erwerben gewusst hatte. Von da an wird Derkylidas nicht mehr erwähnt.